# Elasmorhinus
Elasmorhinus är ett släkte av skalbaggar. Elasmorhinus ingår i familjen vivlar.
Kladogram enligt Catalogue of Life:
| Elasmorhinus | \| \| Elasmorhinus longirostris \| \| \| \| \| \| Elasmorhinus sulcirostris \| \| \| \| |
|              | \| \| Elasmorhinus longirostris \| \| \| \| \| \| Elasmorhinus sulcirostris \| \| \| \| |
|              | Elasmorhinus longirostris                                                               |
|              |                                                                                         |
|              | Elasmorhinus sulcirostris                                                               |
|              |                                                                                         |